# CALIPSO
CALIPSO (Cloud-Aerosol Lidar and Infrared Pathfinder Satellite Observations, Observaciones exploratorias por satélite de nubes y aerosoles en el infrarrojo y mediante Lidar) es un satélite artificial de la NASA y del CNES dedicado a realizar observaciones de alta resolución de los aerosoles de la atmósfera superior utilizando un telescopio de 1 metro de diámetro equipado con LIDAR y un radiómetro infrarrojo.
Fue lanzado el 28 de abril de 2006 mediante un cohete Delta desde la Base Aérea de Vandenberg. Formaba parte de un conjunto de satélites de observación terrestre conocido como A-Train y del que actualmente forman parte OCO-2, GCOM-W1, Aqua y Aura. Los satélites vuelan en una órbita heliosincrónica a unos 705 km de altura.

## Instrumentos
- CALIOP, Cloud-Aerosol Lidar with Orthogonal Polarization: se trata de un LIDAR que trabaja en dos longitudes de onda y que es sensible a la polarización, proporcionando perfiles verticales de alta resolución de aerosoles y nubes.
- WFC, Wide Field Camera: se trata de una cámara gran angular, una modificación de la cámara comercial seguidora de estrellas Ball Aerospace CT-633. Es fija, apuntando al nadir, con un único canal espectral cubriendo el rango de longitudes de onda de entre 270 y 620 nanómetros.
- IIR, Imaging Infrared Radiometer: se trata de un radiómetro infrarrojo de tres canales proporcionado por el CNES. Tiene un campo de visión de 64 km x 64 km, con una resolución de 1 km por píxel.